# Antoine Émile Henry Labeyrie
Antoine Émile Henry Labeyrie (* 12. Mai 1943 in Paris) ist ein französischer Astronom.

## Leben
Labeyrie schloss 1966 sein Ingenieurstudium an der École supérieure d’optique, einer der Grandes écoles, ab und erlangte 1970 den Doktorgrad. Er ist Professor am Collège de France. Sein Laboratorium für Interferometrie von Sternen und Exoplaneten (Laboratoire d’Interférométrie Stellaire et Exo-planétaire, LISE) ist am Observatoire de Haute-Provence angesiedelt. Seit 1999 ist er ordentliches Mitglied der Academia Europaea.
Labeyries Forschungsgebiet ist die Optik, besonders Techniken der Interferometrie. Er entwickelte die Speckle-Interferometrie. Zurzeit arbeitet er am Konzept eines „Hyperteleskops“ (auch Exo Earth Imager), eines Interferometers das eine Flotte von Weltraumteleskopen kombiniert und groß genug ist um prinzipiell Strukturen auf Exoplaneten auflösen zu können.

## Auszeichnungen
- 1990 Beatrice-M.-Tinsley-Preis
- Der Asteroid 8788 Labeyrie ist nach ihm benannt
- 2014 Tycho-Brahe-Preis